# Final Exam
| Recensione              | Giudizio |
| ----------------------- | -------- |
| AllMusic                |          |
| Robert Christgau        | B+       |
| Dizionario del Pop-Rock |          |
| 24.000 dischi           |          |

Final Exam è un album di Loudon Wainwright III, pubblicato dall'etichetta discografica Arista Records nel 1978.

## Tracce

### LP
Lato A (AB 4173 SA)
Testi e musiche di Loudon Wainwright III.
1. Final Exam – 3:46
2. Mr. Guilty – 4:20
3. Pen Pal Blues – 2:57
4. Golfin' Blues – 2:50
5. The Heckler – 4:25

Lato B (AB 4173 SB)
Testi e musiche di Loudon Wainwright III.
1. Natural Disaster – 3:45
2. Fear with Flying – 3:41
3. Heaven and Mud – 2:49
4. Two Song Set – 3:35
5. Pretty Little Martha – 2:58
6. Watch Me Rock I'm Over Thirty – 2:49

## Musicisti
- Loudon Wainwright III – chitarra, voce
- Loudon Wainwright III – chitarra acustica (brani: "Mr. Guilty", "Golfin' Blues", "Fear with Flying" e "Heaven and Mud")
- Loudon Wainwright III – banjo a cinque corde (brano: "Pretty Little Martha")
- Eric Weissberg – banjo (brano: "Heaven and Mud")
- Ron Getman – chitarra elettrica, pedal steel guitar, voce
- John Hall – chitarra elettrica (brani: "Natural Disaster" e "Watch Me Rock I'm Over Thirty")
- Hugh McCracken – chitarra acustica (brani: "Two Song Set" e "Natural Disaster")
- Arlen Roth – chitarre (brano: "Fear with Flying")
- Glen Mitchell – tastiere, voce
- Stephen Tubin – tastiere
- Larry Packer – fiddle (brano: "Mr. Guilty")
- Kenneth Kosek – fiddle (brano: "Heaven and Mud")
- John Lissauer – clarinetto (brano: "Golfin' Blues")
- John Crowder – basso, voce
- Richard Crooks – batteria, percussioni
- Errol "Crusher" Bennett – percussioni (brano: "Fear with Flying")
- John Lissauer – tambourine (brano: "Heaven and Mud")
- "The Roches" (gruppo vocale composto da: Maggie, Terre e  Suzzy Roche) – cori (brani: "Golfin' Blues" e "The Heckler")

Note aggiuntive
- John Lissauer – produttore (per la "Poopik Productions Inc.")
- Milton Kramer – produttore esecutivo
- Registrazioni effettuate al "MZH Studios" di New York City, New York (Stati Uniti)
- Harvey Hoffman – ingegnere delle registrazioni e del mixaggio
- Mixaggi aggiuntivi effettuati al "A&R Studios" da Leanne Ungar
- Mastering effettuato da Bob Ludwig al "Masterdisk"
- Peter Cunningham – foto (tutte) copertina album originale
- Ray Barber – calligrafia copertina album originale
- Katrinka Blickle – art direction copertina album originale [5]